# 北海道スプリントカップ
北海道スプリントカップ（ほっかいどうスプリントカップ）は、ホッカイドウ競馬で施行される地方競馬の重賞競走（ダートグレード競走）である。格付けは、JpnIII。農林水産大臣賞および日刊スポーツ賞が提供されており、農林水産大臣賞典 日刊スポーツ賞 北海道スプリントカップと表記される。

## 概要
前身は1959年から1996年まで施行されていたホッカイドウ競馬の古馬による短距離重賞競走「金杯」。交流重賞に格上げし、発展解消の形で1997年に創設された。
全国各地から短距離を得意とする馬が集まり、初夏のダート短距離チャンピオン決定戦として定着している。
2008年までは札幌か旭川のいずれかで施行。2009年より門別競馬場に変更された。2009年までの施行距離はダートグレード競走として最短となる1000mだったが、2010年からはダート1200mに変更された。施行条件がダート1000mだった2009年まで、優勝タイムが1分を切らなかったのは2007年のみである。
2020年までに、地方競馬所属馬の優勝は3回ある（所属の内訳は北海道2頭・大井1頭）。
2014年の時点では「日刊スポーツ賞 北海道スプリントカップ」と表記されており、2015年には農林水産大臣賞も提供され、「農林水産大臣賞典 日刊スポーツ賞 北海道スプリントカップ」と呼称されるようになった。
2024年からは全日本的なダート競走の体系整備に伴う3歳短距離路線の拡充を図る観点から、開催時期を8月に移行し、出走資格を3歳限定に変更することになった。
2020年のトライアル競走は「キンシャサノキセキ・プレミアム」（上位3着馬までに本競走の優先出走権を付与）。

### 条件・賞金等（2025年）
出走条件
サラブレッド系3歳、指定交流。
負担重量
別定。56kg、牝馬2kg減を基本に、2025年8月8日以前のGI・JpnI1着馬は2kg、GII・JpnII1着馬またはGIII・JpnIII1着馬は1kgの負担増となる（2歳時の成績は対象外）。
賞金額
1着2400万円、2着840万円、3着480万円、4着240万円、5着120万円。
副賞
農林水産大臣賞、株式会社日刊スポーツ新聞社賞、日本中央競馬会理事長賞、日本馬主協会連合会長奨励賞、（一社）日本地方競馬馬主振興協会会長賞、地方競馬全国協会理事長賞、北海道議会議長賞、NAR生産牧場賞、北海道知事賞。
NAR生産牧場賞の額は1着50万円、2着17万5000円、3着10万円。

## 過去の副賞
スタリオンシリーズ競走として、以下のサブタイトルで施行したが、2011年以降はスタリオンシリーズ競走の指定から外されている。
- アフリート賞（2001年 - 2003年）
- サクラバクシンオー賞（2004年、2007年）
- タイキシャトル賞（2005年、2006年）
- クロフネ賞（2008年 - 2010年）

## 歴史
- 1997年 - 4歳（現3歳）以上の競走馬による中央・地方全国交流のダートグレード競走（統一GIII)北海道スプリントカップとして創設。第1回は札幌競馬場のダート1000mで施行された。
- 1998年 - 負担重量を定量からグレード別定に変更。
- 1999年 - 施行場を旭川競馬場に変更。
- 2000年
  - 施行場を札幌競馬場に戻す。
  - オースミダイナーが13歳（現12歳）で優勝し、グレード競走の最高齢勝利を記録した[6][注 1]。
- 2001年 - 馬齢表示を国際基準へ変更したことに伴い、出走条件を「4歳以上」から「3歳以上」に変更。
- 2007年
  - ICSCの勧告により、格付表記をJpnIIIに変更。
  - 施行場を旭川競馬場に変更。
- 2009年
  - 施行場を門別競馬場に変更。
  - ヴァンクルタテヤマが門別競馬場・ダート1000mのコースレコード58秒7で優勝。
- 2010年
  - 施行距離をダート1200mに変更。
  - ミリオンディスクが門別競馬場・ダート1200mのコースレコード1分9秒6で優勝。
- 2017年 - ニシケンモノノフが門別競馬場ダート1200mのコースレコード1分9秒4で優勝。
- 2020年 - COVID-19の流行により客を入れずに「無観客競馬」として開催。
- 2021年 - 当初は上記の感染防止の観点から、入場者数を事前申し込み制250組最大500人を対象とする制限付き有観客開催とすることを決めたが、北海道地区に緊急事態宣言が出されたことを受けて、2年連続無観客（すでに入場者の募集は始まっていたが、応募無効）となった。
- 2024年 - 「全日本的なダート競走の体系整備」に伴い、施行時期を8月中旬に、また出走条件を「3歳以上」から「3歳」（世代限定戦）に変更[7]。

### 歴代優勝馬
優勝馬の馬齢は2000年まで旧表記、2001年以降は現表記。JRA騎手・調教師の表記は旧字体等の登録を禁止したJRA規定に従う。全てダートコースで施行。
Rはコースレコード。
| 回数   | 施行日        | 開催地 | 距離  | 頭数 | 優勝馬             | 性齢 | 所属   | タイム  | 優勝騎手   | 管理調教師 | 馬主                     |
| ------ | ------------- | ------ | ----- | ---- | ------------------ | ---- | ------ | ------- | ---------- | ---------- | ------------------------ |
| 第1回  | 1997年6月12日 | 札幌   | 1000m | 11頭 | メイショウモトナリ | 牡4  | JRA    | 0:59.1  | 安田康彦   | 安田伊佐夫 | 松本好雄                 |
| 第2回  | 1998年6月11日 | 札幌   | 1000m | 12頭 | カガヤキローマン   | 牡6  | 大井   | 0:58.6  | 石崎隆之   | 高柳恒男   | 加藤武久                 |
| 第3回  | 1999年6月10日 | 旭川   | 1000m | 14頭 | ビーマイナカヤマ   | 牡6  | JRA    | 0:59.6  | 鹿戸雄一   | 高市圭二   | （有）中山牧場           |
| 第4回  | 2000年6月15日 | 札幌   | 1000m | 12頭 | オースミダイナー   | 牡13 | 北海道 | 0:58.7  | 藤倉寛幸   | 若松平     | 山路秀則                 |
| 第5回  | 2001年6月14日 | 札幌   | 1000m | 12頭 | ノボジャック       | 牡4  | JRA    | 0:57.7  | K.デザーモ | 森秀行     | （有）池ばた             |
| 第6回  | 2002年6月13日 | 札幌   | 1000m | 12頭 | サウスヴィグラス   | 牡6  | JRA    | R0:56.8 | 柴田善臣   | 高橋祥泰   | 南波壽                   |
| 第7回  | 2003年6月12日 | 札幌   | 1000m | 11頭 | サウスヴィグラス   | 牡7  | JRA    | 0:58.7  | 柴田善臣   | 高橋祥泰   | 南波壽                   |
| 第8回  | 2004年6月17日 | 札幌   | 1000m | 10頭 | ディバインシルバー | 牡6  | JRA    | 0:58.8  | 安藤勝己   | 和田正道   | 櫻井正                   |
| 第9回  | 2005年6月16日 | 札幌   | 1000m | 11頭 | ハリーズコメット   | 牡4  | JRA    | 0:59.5  | 藤田伸二   | 萩原清     | （有）サンデーレーシング |
| 第10回 | 2006年6月15日 | 札幌   | 1000m | 12頭 | アグネスジェダイ   | 牡4  | JRA    | 0:59.4  | 武豊       | 森秀行     | 渡辺孝男                 |
| 第11回 | 2007年6月12日 | 旭川   | 1000m | 14頭 | アグネスジェダイ   | 牡5  | JRA    | 1:00.0  | 武豊       | 森秀行     | 渡辺孝男                 |
| 第12回 | 2008年6月19日 | 旭川   | 1000m | 13頭 | ジョイフルハート   | 牡7  | JRA    | 0:59.4  | 武豊       | 小野幸治   | 名古屋友豊（株）         |
| 第13回 | 2009年6月18日 | 門別   | 1000m | 12頭 | ヴァンクルタテヤマ | 牡7  | JRA    | R0:58.7 | 藤田伸二   | 武田博     | 辻幸雄                   |
| 第14回 | 2010年6月17日 | 門別   | 1200m | 14頭 | ミリオンディスク   | 牡6  | JRA    | 1:09.6  | 蛯名正義   | 荒川義之   | （有）社台レースホース   |
| 第15回 | 2011年6月16日 | 門別   | 1200m | 13頭 | マルカフリート     | 牡5  | JRA    | 1:11.5  | 福永祐一   | 増本豊     | 河長産業（株）           |
| 第16回 | 2012年6月14日 | 門別   | 1200m | 13頭 | セレスハント       | 牡7  | JRA    | 1:11.6  | 岩田康誠   | 松永幹夫   | 岡浩二                   |
| 第17回 | 2013年6月13日 | 門別   | 1200m | 14頭 | セレスハント       | 牡8  | JRA    | 1:12.2  | 福永祐一   | 松永幹夫   | 岡浩二                   |
| 第18回 | 2014年6月12日 | 門別   | 1200m | 14頭 | アドマイヤサガス   | 牡6  | JRA    | 1:11.0  | 川田将雅   | 橋田満     | 近藤利一                 |
| 第19回 | 2015年6月11日 | 門別   | 1200m | 14頭 | シゲルカガ         | 牡4  | JRA    | 1:12.5  | 勝浦正樹   | 谷潔       | 森中蕃                   |
| 第20回 | 2016年6月9日  | 門別   | 1200m | 13頭 | ダノンレジェンド   | 牡6  | JRA    | 1:09.9  | M.デムーロ | 村山明     | （株）ダノックス         |
| 第21回 | 2017年6月8日  | 門別   | 1200m | 16頭 | ニシケンモノノフ   | 牡6  | JRA    | R1:09.4 | 横山典弘   | 庄野靖志   | 西森鶴                   |
| 第22回 | 2018年6月7日  | 門別   | 1200m | 16頭 | テーオーヘリオス   | 牡6  | JRA    | 1:12.9  | 浜中俊     | 梅田智之   | 小笹公也                 |
| 第23回 | 2019年6月6日  | 門別   | 1200m | 16頭 | ヤマニンアンプリメ | 牝5  | JRA    | 1:11.5  | 岩田康誠   | 長谷川浩大 | 土井肇                   |
| 第24回 | 2020年6月4日  | 門別   | 1200m | 15頭 | メイショウアイアン | 牡10 | 北海道 | 1:12.8  | 落合玄太   | 田中淳司   | 松本好雄                 |
| 第25回 | 2021年5月27日 | 門別   | 1200m | 14頭 | ヒロシゲゴールド   | 牡6  | JRA    | 1:12.3  | 北村宏司   | 北出成人   | （有）ウエストヒルズ     |
| 第26回 | 2022年6月2日  | 門別   | 1200m | 10頭 | ダンシングプリンス | 牡6  | JRA    | 1:10.6  | 落合玄太   | 宮田敬介   | 吉田千津                 |
| 第27回 | 2023年6月1日  | 門別   | 1200m | 10頭 | ケイアイドリー     | 牡6  | JRA    | 1:11.7  | 藤岡康太   | 村山明     | （株）ケイアイスタリオン |
| 第28回 | 2024年8月15日 | 門別   | 1200m | 13頭 | チカッパ           | 牡3  | JRA    | 1:12.6  | 武豊       | 中竹和也   | 岡浩二                   |
| 第29回 | 2025年8月14日 | 門別   | 1200m | 8頭  | ヤマニンチェルキ   | 牡3  | JRA    | 1:12.4  | 石川倭     | 中村直也   | 土井肇                   |

### 各回競走結果の出典
- 北海道スプリントカップ歴代優勝馬（地方競馬全国協会）